# Zaynab Alkali
Zaynab Alkali (* 1955 in Garkida, Nigeria) ist eine nigerianische Schriftstellerin.

## Leben
Zaynab Alkali – im islamischen Norden Nigerias geboren – wuchs in einer christlichen Familie auf. Sie studierte Englisch an der Universität Kano und wurde Lehrerin an einer Mädchenschule und ab 1976 Universitätslektorin für englische und afrikanische Literatur sowie kreatives Schreiben in Maiduguri.
Alkali heiratete den Vizerektor der Universität und hat sechs Kinder. Ihr erster Roman The Stillborn erschien 1984 und befasste sich mit dem Leben von Frauen in einer islamischen Ehe. Er wurde 1985 mit dem Prosapreis des nigerianischen Autorenverbandes ANA ausgezeichnet. Obwohl ihre Romane von Frauen handeln und zu deren Emanzipation beitragen wollen, bezeichnet sich Alkali nicht als Feministin im europäischen Sinne.
Sie wurde in die Anthologie Daughters of Africa aufgenommen, die 1992 von Margaret Busby in London und New York herausgegeben wurde.

## Werke
- The Stillborn (= Drumbeat. Bd. 80). Longman, London u. a. 1984, ISBN 0-582-26432-4.
  - in deutscher Sprache: Tot geträumt und still geboren. Roman aus Nigeria. Aus dem Englischen von Gisela Seidensticker-Brikay. Stechapfel-Verlag, Zürich 1991, ISBN 3-908054-03-6.
- The virtuous Woman. Longman, Ikeja u. a. 1987, ISBN 978-139-589-3.
- als Herausgeber mit Al Imfeld: Vultures in the Air. Voices from northern Nigeria. Spectrum Books, Ibadan u. a. 1995, ISBN 978-246-260-8.
- The Cobwebs & other Stories. Malthouse Press, Ikeja u. a. 1997, ISBN 978-023-029-7.
- The Descendants. Tamaza, Wusasa 2005, ISBN 978-2104-73-6.
- The Initiates. Spectrum Books, Ibadan 2007, ISBN 978-978-029-767-1.